# Sci alpino ai XVII Giochi olimpici invernali - Combinata femminile
Tra le competizioni dello sci alpino ai XVII Giochi olimpici invernali di Lillehammer 1994 la combinata femminile si disputò sabato 20 e domenica 21 febbraio sulle piste  di Hafjell e Kvitfjell; la svedese Pernilla Wiberg vinse la medaglia d'oro, la svizzera Vreni Schneider quella d'argento e la slovena Alenka Dovžan quella di bronzo.
Per la prima volta la classifica fu stilata attraverso la somma dei tempi della prova di discesa libera e delle due manche di slalom speciale: fino ad Albertville 1992 i tempi venivano convertiti in un sistema di punteggio.
Detentrice uscente del titolo era l'austriaca Petra Kronberger, che aveva vinto la gara dei XVI Giochi olimpici invernali di Albertville 1992 disputata sul tracciato di Méribel precedendo la connazionale Anita Wachter (medaglia d'argento) e la francese Florence Masnada (medaglia di bronzo); la campionessa mondiale in carica era la tedesca Miriam Vogt, vincitrice a Morioka 1993 davanti alla statunitense Picabo Street e alla Wachter.

## Risultati
| Pos. | Pett. | Atleta                | Nazione     | Tempo discesa libera | Pos. discesa libera | Tempo slalom speciale | Pos. slalom speciale | Tempo totale | Distacco |
| ---- | ----- | --------------------- | ----------- | -------------------- | ------------------- | --------------------- | -------------------- | ------------ | -------- |
| 1    | 1     | Pernilla Wiberg       | Svezia      | 1:28,70              | 5                   | 1:36,46               | 2                    | 3:05,16      |          |
| 2    | 17    | Vreni Schneider       | Svizzera    | 1:28,91              | 7                   | 1:36,38               | 1                    | 3:05,29      | +0,13    |
| 3    | 25    | Alenka Dovžan         | Slovenia    | 1:28,67              | 4                   | 1:37,97               | 3                    | 3:06,64      | +1,48    |
| 4    | 16    | Morena Gallizio       | Italia      | 1:28,71              | 6                   | 1:38,00               | 4                    | 3:06,71      | +1,55    |
| 5    | 2     | Martina Ertl          | Germania    | 1:29,38              | 13                  | 1:39,40               | 6                    | 3:08,78      | +3,62    |
| 6    | 26    | Katja Koren           | Slovenia    | 1:30,59              | 25                  | 1:39,00               | 5                    | 3:09,59      | +4,43    |
| 7    | 27    | Florence Masnada      | Francia     | 1:29,11              | 10                  | 1:40,91               | 10                   | 3:10,02      | +4,86    |
| 8    | 22    | Hilde Gerg            | Germania    | 1:29,02              | 9                   | 1:41,08               | 11                   | 3:10,10      | +4,94    |
| 9    | 8     | Miriam Vogt           | Germania    | 1:29,61              | 15                  | 1:40,53               | 9                    | 3:10,14      | +4,98    |
| 10   | 4     | Picabo Street         | Stati Uniti | 1:28,19              | 2                   | 1:41,96               | 14                   | 3:10,15      | +4,99    |
| 11   | 18    | Erika Hansson         | Svezia      | 1:29,93              | 21                  | 1:40,24               | 8                    | 3:10,17      | +5,01    |
| 12   | 9     | Bibiana Perez         | Italia      | 1:29,15              | 11                  | 1:41,49               | 12                   | 3:10,64      | +5,48    |
| 13   | 30    | Lucia Medzihradská    | Slovacchia  | 1:30,70              | 26                  | 1:41,67               | 13                   | 3:12,37      | +7,21    |
| 14   | 31    | Urška Hrovat          | Slovenia    | 1:34,60              | 33                  | 1:40,15               | 7                    | 3:14,75      | +9,59    |
| 15   | 10    | Jeanette Lunde        | Norvegia    | 1:29,31              | 12                  | 1:46,66               | 16                   | 3:15,97      | +10,81   |
| 16   | 15    | Barbara Merlin        | Italia      | 1:29,67              | 17                  | 1:47,64               | 17                   | 3:17,31      | +12,15   |
| 17   | 14    | Emi Kawabata          | Giappone    | 1:29,00              | 8                   | 1:49,22               | 18                   | 3:18,22      | +13,06   |
| 18   | 19    | Ol'ha Lohinova        | Ucraina     | 1:33,29              | 30                  | 1:46,14               | 15                   | 3:19,43      | +14,27   |
| 19   | 28    | Ol'ga Vedjaševa       | Kazakistan  | 1:29,74              | 18                  | 1:51,13               | 19                   | 3:20,87      | +15,71   |
| 20   | 35    | Mihaela Fera          | Romania     | 1:31,69              | 27                  | 1:54,41               | 21                   | 3:26,10      | +20,94   |
| 21   | 40    | Francisca Steverlynck | Argentina   | 1:37,10              | 36                  | 1:55,54               | 22                   | 3:32,64      | +27,48   |
| 22   | 37    | Gabriela Quijano      | Argentina   | 1:39,88              | 39                  | 1:53,63               | 20                   | 3:33,51      | +28,35   |
| 23   | 32    | Véronique Dugailly    | Belgio      | 1:37,22              | 37                  | 2:00,87               | 23                   | 3:38,09      | +32,93   |
| 24   | 21    | Monique Pelletier     | Stati Uniti | 1:30,36              | 24                  | 2:08,43               | 25                   | 3:38,79      | +33,63   |
| 25   | 39    | Jennifer Taylor       | Argentina   | 1:39,18              | 38                  | 2:05,09               | 24                   | 3:44,27      | +39,11   |
|      | 3     | Katja Seizinger       | Germania    | 1:27,28              | 1                   | DNF                   | DNF                  | DNF          | DNF      |
|      | 7     | Isolde Kostner        | Italia      | 1:28,52              | 3                   | DNF                   | DNF                  | DNF          | DNF      |
|      | 11    | Svetlana Gladyševa    | Russia      | 1:29,45              | 14                  | DNF                   | DNF                  | DNF          | DNF      |
|      | 29    | Špela Pretnar         | Slovenia    | 1:29,91              | 19                  | DNF                   | DNF                  | DNF          | DNF      |
|      | 5     | Anja Haas             | Austria     | 1:30,01              | 23                  | DNF                   | DNF                  | DNF          | DNF      |
|      | 36    | Szvetlana Keszthelyi  | Ungheria    | 1:32,99              | 29                  | DNF                   | DNF                  | DNF          | DNF      |
|      | 34    | Zali Steggall         | Australia   | 1:33,46              | 31                  | DNF                   | DNF                  | DNF          | DNF      |
|      | 41    | Ophélie David         | Ungheria    | 1:34,85              | 34                  | DNF                   | DNF                  | DNF          | DNF      |
|      | 38    | Christina Podrušna    | Ucraina     | 1:35,21              | 35                  | DNF                   | DNF                  | DNF          | DNF      |
|      | 13    | Ingrid Stöckl         | Austria     | 1:29,97              | 22                  | DSQ                   | DSQ                  | DSQ          | DSQ      |
|      | 6     | Varvara Zelenskaja    | Russia      | 1:29,66              | 16                  | DNS                   | DNS                  | DNS          | DNS      |
|      | 12    | Michelle McKendry     | Canada      | 1:29,92              | 20                  | DNS                   | DNS                  | DNS          | DNS      |
|      | 23    | Natal'ja Buga         | Russia      | 1:32,01              | 28                  | DNS                   | DNS                  | DNS          | DNS      |
|      | 20    | Mira Golub            | Russia      | 1:33,80              | 32                  | DNS                   | DNS                  | DNS          | DNS      |
|      | 33    | Maria Zaruc           | Romania     | DNF                  | DNF                 | DNF                   | DNF                  | DNF          | DNF      |
|      | 24    | Julie Parisien        | Stati Uniti | DSQ                  | DSQ                 | DSQ                   | DSQ                  | DSQ          | DSQ      |

Legenda:

DNF = prova non completata

DSQ = squalificata

DNS = non partita

Pos. = posizione

Pett. = pettorale
Discesa libera

Località: Kvitfjell

Data: 20 febbraio

Ore: 11.00 (UTC+1)

Pista: Olympiabakken

Partenza: 823 m s.l.m.

Arrivo: 182 m s.l.m.

Lunghezza: 2 418 m

Dislivello: 641 m

Porte: 35

Tracciatore: Jan Tischhauser (FIS)
Slalom speciale

Località: Hafjell

Data: 21 febbraio

Pista: Råbøl

Partenza: 424 m s.l.m.

Arrivo: 258 m s.l.m.

Dislivello: 166 m

1ª manche:

Ore: (UTC+1)

Porte: 59

Tracciatore: Paul Dubosson (Svizzera)

2ª manche:

Ore: (UTC+1)

Porte: 59

Tracciatore: Bruno Montagnoli (Italia)